# Méthode delta
Pour les articles homonymes, voir Delta (homonymie).
En probabilité et en statistiques, la méthode delta (ou delta méthode) est une méthode pour obtenir une approximation de la distribution asymptotique de la transformée d'une variable aléatoire asymptotiquement normale. Plus généralement, on peut considérer la méthode delta comme une extension du théorème central limite.

## Cas univarié
Soit une suite de variables aléatoires {\displaystyle X_{1},\ldots ,X_{n}}. Si {\displaystyle {{\sqrt {n}}[X_{n}-\theta ]\,{\xrightarrow {L}}\,{\mathcal {N}}(0,\sigma ^{2})},} pour deux constantes finies {\displaystyle \theta } et {\displaystyle \sigma ^{2}} et où {\displaystyle {\xrightarrow {L}}} dénote la convergence en loi, alors, la méthode delta donne, pour toute fonction {\displaystyle g} dérivable et telle que {\displaystyle g'(\theta )\neq 0} : 
{\displaystyle {{\sqrt {n}}[g(X_{n})-g(\theta )]\,{\xrightarrow {L}}\,{\mathcal {N}}(0,\sigma ^{2}[g'(\theta )]^{2})}}.

## Cas multivarié
Soit {\displaystyle X_{1},\dots ,X_{n}}  une suite de vecteurs aléatoires de {\displaystyle \mathbb {R} ^{d}} ,  {\displaystyle g:\mathbb {R} ^{d}\longrightarrow \mathbb {R} ^{s}} une fonction différentiable en {\displaystyle \theta }. Supposons que {\textstyle {{\sqrt {n}}[X_{n}-\theta ]\,{\xrightarrow {L}}\,{\mathcal {N}}_{d}(0,\Sigma )}} où {\displaystyle {\mathcal {N}}_{d}(0,\Sigma )} désigne la loi normale {\displaystyle d}-dimensionnelle centrée de matrice de variance-covariance {\displaystyle \Sigma }. Dans ce cas la méthode delta s'écrit :{\displaystyle {{\sqrt {n}}[g(X_{n})-g(\theta )]\,{\xrightarrow {L}}\,{\mathcal {N}}_{s}\left(0,Dg(\theta )\Sigma Dg(\theta )^{T}\right)}}avec {\displaystyle Dg(\theta )} la matrice jacobienne de {\displaystyle g} en {\displaystyle \theta }.

### Exemple
Soit {\displaystyle X_{1},\ldots ,X_{n}} une suite de variables aléatoires d'espérance {\displaystyle \mu } et de variance {\displaystyle \sigma ^{2}}. D'après le théorème central-limite, on sait que {\displaystyle {\sqrt {n}}[{\bar {X_{n}}}-\mu ]\,{\xrightarrow {L}}\,{\mathcal {N}}(0,\sigma ^{2})}. Maintenant, si l'on définit {\displaystyle W_{n}=e^{\bar {X_{n}}}}, on peut obtenir la distribution asymptotique de {\displaystyle W_{n}} grâce à la méthode delta. Dans ce cas, on a la fonction {\displaystyle g(x)=e^{x}}. On sait que cette fonction vérifie {\displaystyle g'(x)=e^{x}}. En appliquant la méthode delta, on obtient {\displaystyle {\sqrt {n}}[e^{\bar {X_{n}}}-e^{\mu }]\,{\xrightarrow {L}}\,{\mathcal {N}}(0,\sigma ^{2}e^{2\mu })}.